# 1. A HRL 2000./01.
1. HRL 2000./01. je bila deseta sezona hrvatskog rukometnog prvenstva, a naslov prvaka je obranila momčad Badel 1862, pobijedivši u kontroverznom finalu Metković Jambo.

## Tablice i rezultati

### Ligaški dio
| Mj. | Klub                                 | ut. | pob. | neod. | por. | gol+ | gol- | gr   | bod     | doigravanje           |
| --- | ------------------------------------ | --- | ---- | ----- | ---- | ---- | ---- | ---- | ------- | --------------------- |
| 1.  | Badel 1862 (Zagreb)                  | 22  | 20   | 1     | 1    | 754  | 514  | +240 | 41      | doigravanje za prvaka |
| 2.  | Metković Jambo (Metković)            | 22  | 20   | 1     | 1    | 652  | 500  | +152 | 41      | doigravanje za prvaka |
| 3.  | Brodomerkur (Split)                  | 22  | 15   | 3     | 4    | 596  | 512  | +84  | 33      | doigravanje za prvaka |
| 4.  | Zamet Crotek (Rijeka)                | 22  | 12   | 1     | 9    | 561  | 542  | +19  | 25      | doigravanje za prvaka |
| 5.  | Moslavina (Kutina)                   | 22  | 10   | 3     | 9    | 565  | 584  | -19  | 23      |                       |
| 6.  | Đakovo (Đakovo)                      | 22  | 8    | 2     | 12   | 518  | 515  | +3   | 18      |                       |
| 7.  | Varteks di Caprio (Varaždin)         | 22  | 6    | 4     | 12   | 529  | 589  | -60  | 16      |                       |
| 8.  | PIPO IPC (Čakovec)                   | 22  | 7    | 2     | 13   | 518  | 592  | -74  | 16      |                       |
| 9.  | Medveščak Osiguranje Zagreb (Zagreb) | 22  | 6    | 3     | 13   | 521  | 557  | -36  | 15      |                       |
| 10. | Ekol Ivančica (Ivanec)               | 22  | 7    | 1     | 14   | 545  | 611  | -66  | 15      |                       |
| 11. | Rudar (Labin)                        | 22  | 6    | 1     | 15   | 485  | 591  | -106 | 12 (-1) |                       |
| 12. | Karlovac (Karlovac)                  | 22  | 4    | 0     | 18   | 511  | 612  | -101 | 8       |                       |

### Doigravanje
Poluzavršnica se igrala na dvije dobivene utakmice, a završnica prvenstva se igrala na tri dobivene utakmice.
| faza                                                                                        | 1.klub              | 2.klub            | 1. ut  | 2. ut | 3. ut | 4. ut    | 5. ut   | omjer |
| ------------------------------------------------------------------------------------------- | ------------------- | ----------------- | ------ | ----- | ----- | -------- | ------- | ----- |
| poluzavršnica                                                                               | Brodomerkur Split   | Metković Jambo    | 21:25* | 21:30 |       |          |         | 2:0   |
| poluzavršnica                                                                               | Zamet Crotek Rijeka | Badel 1862 Zagreb | 25:31* | 28:32 |       |          |         | 2:0   |
| završnica                                                                                   | Badel 1862 Zagreb   | Metković Jambo    | 28:23* | 18:23 | 23:27 | 26:21* 1 | 10:0* 2 | 3:2   |
| * rezultat domace utakmice za 1.klub 1 utakmica prekinuta 2 pobjeda dodijeljena Badelu 1862 |                     |                   |        |       |       |          |         |       |